# Dudley Nichols
Dudley Nichols (Wapakoneta, 6 aprile 1895 – Hollywood, 4 gennaio 1960) è stato uno sceneggiatore e regista statunitense.
Vinse l'Oscar alla migliore sceneggiatura non originale nel 1936 per il film Il traditore. Ottenne altre due nomination all'Oscar alla migliore sceneggiatura originale: nel 1941 per Lungo viaggio di ritorno e nel 1944 per Arcipelago in fiamme.
Ha diretto tre film, di cui è stato anche produttore oltre che sceneggiatore: Se non ci fossimo noi donne (1943), L'angelo del dolore (1946) e Il lutto si addice ad Elettra (1947).

## Filmografia

### Sceneggiatura
- Temerario nato (Born Reckless), regia di Andrew Bennison, John Ford (1930)
- Il giudice (Judge Priest), regia di John Ford (1934)
- La pattuglia sperduta (The Lost Patrol), regia di John Ford (1934)
- Il battello pazzo (Steamboat Round the Bend), regia di John Ford (1935)
- I tre moschettieri (The Three Musketeers), regia di Rowland V. Lee (1935)
- La donna eterna (She), regia di Lansing C. Holden e Irving Pichel (1935)
- I tre moschettieri, regia di Rowland V. Lee (1935)
- Il traditore, regia di John Ford (1935)
- La donna del mistero (Mystery Woman), regia di Eugene Forde - soggetto (1935)
- Maria di Scozia, regia di John Ford (1936)
- L'aratro e le stelle (The Plough and the Stars), regia di John Ford - sceneggiatura (1936)
- Alla conquista dei dollari, regia di Rowland V. Lee (1937)
- Susanna, regia di Howard Hawks (1938)
- Girandola (Carefree), regia di Mark Sandrich - soggetto (1938)
- Gunga Din, regia di George Stevens - contributi, non accreditato (1939)
- Ombre rosse, regia di John Ford (1939)
- Viaggio senza fine, regia di John Ford (1940)
- Per chi suona la campana, regia di Sam Wood (1943)
- Arcipelago in fiamme, regia di Howard Hawks (1943)
- Questa terra è mia, regia di Jean Renoir (1943)
- Avvenne domani (It Happened Tomorrow), regia di René Clair (1944)
- Dieci piccoli indiani, regia di René Clair (1945)
- Le campane di Santa Maria, regia di Leo McCarey (1945)
- Strada scarlatta, regia di Fritz Lang (1945)
- Pinky, la negra bianca, regia di Elia Kazan (1949)
- Il grande cielo, regia di Howard Hawks (1952)
- La preda umana, regia di Roy Boulting (1956)
- Il segno della legge, regia di Anthony Mann (1957)
- Il diavolo in calzoncini rosa, regia di George Cukor (1959)

### Regia e sceneggiatura
- Se non ci fossimo noi donne (1943)
- L'angelo del dolore (1946)
- Il lutto si addice ad Elettra (1947)